# Tescounet

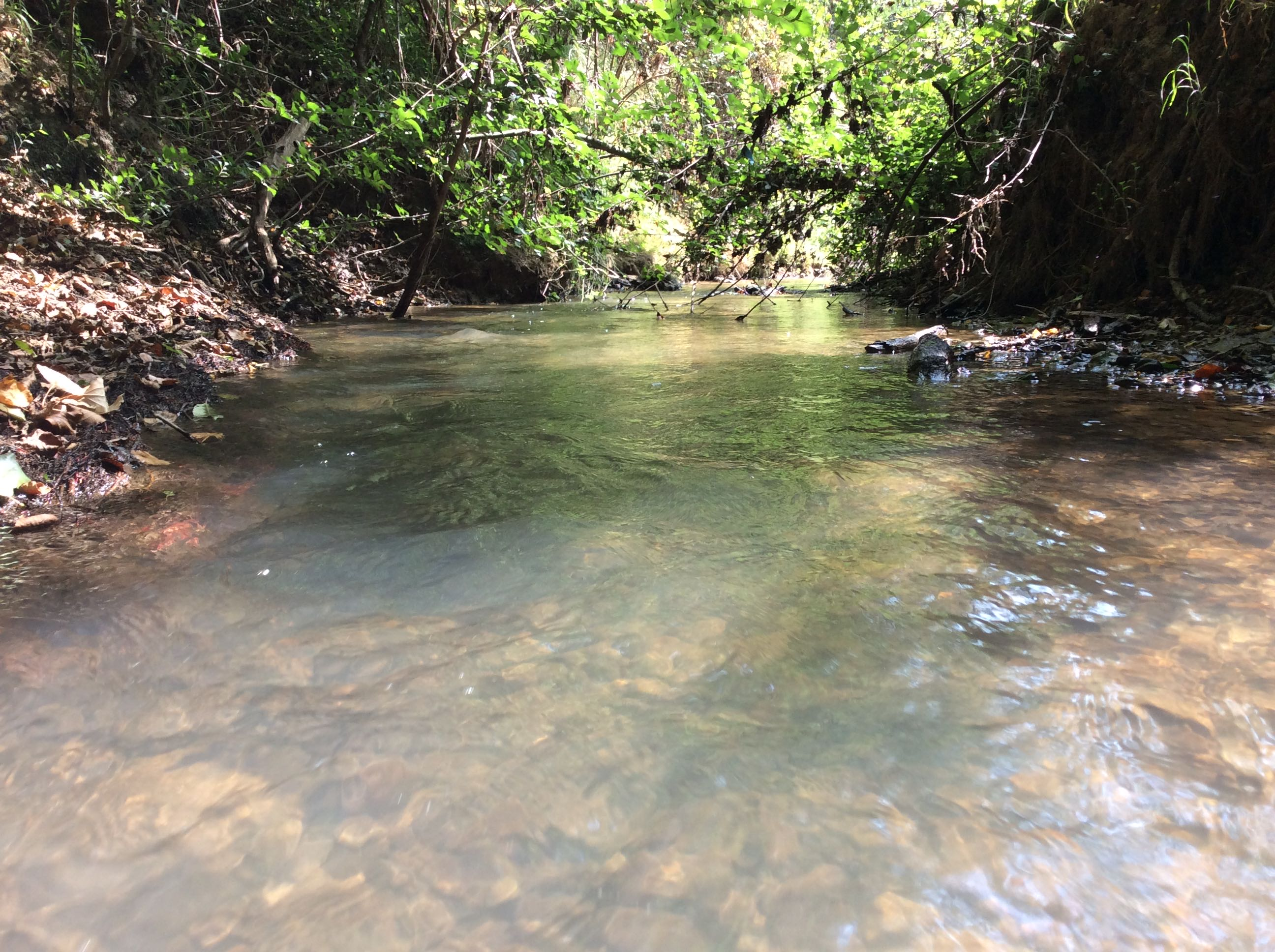
Le Tescounet au ras de l'eau

Le Tescounet est une rivière du sud de la France, dans les départements du Tarn et de Tarn-et-Garonne, en région Occitanie, affluent du Tescou, et donc sous-affluent du Tarn et de la Garonne.

## Géographie
De 21,7 km de longueur, il prend sa source dans la commune de Salvagnac, à 263 m d'altitude, au sud de Puycelsi dans le Tarn et se jette dans le Tescou en rive droite au sud-est de la commune de Saint-Nauphary, à 110 m d'altitude, en Tarn-et-Garonne.
Il coule globalement de l'est vers l'ouest.

### Départements et villes traversées
- Tarn : Montdurausse, La Sauzière-Saint-Jean, Puycelsi, Salvagnac
- Tarn-et-Garonne : La Salvetat-Belmontet, Verlhac-Tescou, Saint-Nauphary

## Principaux affluents
- Le Montouyre (rd), 5,1 km
- Ruisseau des Marsates, 4,8 km
- Le Gagnol (rd), 7,5 km